# Simpang Aneuh
Simpang Aneuh is een bestuurslaag in het regentschap Aceh Timur van de provincie Atjeh, Indonesië. Simpang Aneuh telt 426 inwoners (volkstelling 2010).